# Mike Krushelnyski
Mike Krushelnyski (né le 27 avril 1960 à Montréal dans la province de Québec au Canada) est un joueur et entraîneur professionnel canadien de hockey sur glace. Par la suite, il est consultant hockey dans une entreprise américaine.

## Carrière de joueur
Après seulement une saison avec le Junior de Montréal, il fut repêché par les Bruins de Boston lors du repêchage de 1979. Il fit alors le saut chez les professionnels avec les Indians de Springfield de la Ligue américaine de hockey en 1980-1981, marquant 20 buts et 28 assistances pour un total de 53 points. Il joua une autre saison dans la LAH avant de faire le saut définitivement dans la Ligue nationale de hockey.
Il connut une excellente saison recrue, complétant un trio avec Rick Middleton et Barry Pederson. Il récolta donc 65 points lors de cette saison. Il passa aux Oilers d'Edmonton en 1984-1985 où il joua en compagnie de Wayne Gretzky, ce qui lui permit de récolter un total de 88 points (sa meilleure récolte en carrière), et fut choisi pour participer au Match des étoiles de la Ligue nationale de hockey. Il y gagna aussi sa première Coupe Stanley, il en gagnera deux autres avec les Oilers.
En août 1988, il fut impliqué dans ce que plusieurs considèrent comme le plus important échangé de l'histoire du hockey. En effet, il est l'un des joueurs qui fut échangé en compagnie de Wayne Gretzky aux Kings de Los Angeles. Il y jouera deux saisons avant d'être à nouveau échangé, cette fois aux Maple Leafs de Toronto.
Après son séjour à Toronto, il joua vingt avec les Red Wings de Détroit avant de rejoindre les Oilers du Cap-Breton de la LAH en 1995-1996. Il se retira après avoir joué deux parties avec le HC Milano en Italie.
Par la suite, il occupa le poste d'entraîneur-chef du Fire de Fort Worth dans la Ligue centrale de hockey durant deux saisons, de 1997 à 1999. En 2009, il est l'entraineur du Vitiaz Tchekhov dans la KHL.

## Statistiques
| Saison     | Équipe                 | Ligue      |     | Saison régulière | Saison régulière | Saison régulière | Saison régulière | Saison régulière |    | Séries éliminatoires | Séries éliminatoires | Séries éliminatoires | Séries éliminatoires | Séries éliminatoires |
| Saison     | Équipe                 | Ligue      | PJ  | B                | A                | Pts              | Pun              | PJ               | B  | A                    | Pts                  | Pun                  |                      |                      |
| 1978-1979  | Junior de Montréal     | LHJMQ      | 46  | 15               | 29               | 44               | 42               | -                | -  | -                    | -                    | -                    |                      |                      |
| 1979-1980  | Junior de Montréal     | LHJMQ      | 72  | 39               | 60               | 99               | 78               | -                | -  | -                    | -                    | -                    |                      |                      |
| 1980-1981  | Indians de Springfield | LAH        | 80  | 25               | 28               | 53               | 47               | 7                | 1  | 1                    | 2                    | 29                   |                      |                      |
| 1981-1982  | Blades d'Érié          | LAH        | 62  | 31               | 52               | 83               | 44               | -                | -  | -                    | -                    | -                    |                      |                      |
| 1981-1982  | Bruins de Boston       | LNH        | 17  | 3                | 3                | 6                | 2                | 1                | 0  | 0                    | 0                    | 2                    |                      |                      |
| 1982-1983  | Bruins de Boston       | LNH        | 79  | 23               | 42               | 65               | 43               | 17               | 8  | 6                    | 14                   | 12                   |                      |                      |
| 1983-1984  | Bruins de Boston       | LNH        | 66  | 25               | 20               | 45               | 55               | 2                | 0  | 0                    | 0                    | 0                    |                      |                      |
| 1984-1985  | Oilers d'Edmonton      | LNH        | 80  | 43               | 45               | 88               | 60               | 18               | 5  | 8                    | 13                   | 22                   |                      |                      |
| 1985-1986  | Oilers d'Edmonton      | LNH        | 54  | 16               | 24               | 40               | 22               | 10               | 4  | 5                    | 9                    | 16                   |                      |                      |
| 1986-1987  | Oilers d'Edmonton      | LNH        | 80  | 16               | 35               | 51               | 67               | 21               | 3  | 4                    | 7                    | 18                   |                      |                      |
| 1987-1988  | Oilers d'Edmonton      | LNH        | 76  | 20               | 27               | 47               | 64               | 19               | 4  | 6                    | 10                   | 12                   |                      |                      |
| 1988-1989  | Kings de Los Angeles   | LNH        | 78  | 26               | 36               | 62               | 110              | 11               | 1  | 4                    | 5                    | 4                    |                      |                      |
| 1989-1990  | Kings de Los Angeles   | LNH        | 63  | 16               | 25               | 41               | 50               | 10               | 1  | 3                    | 4                    | 12                   |                      |                      |
| 1990-1991  | Kings de Los Angeles   | LNH        | 15  | 1                | 5                | 6                | 10               | -                | -  | -                    | -                    | -                    |                      |                      |
| 1990-1991  | Maple Leafs de Toronto | LNH        | 59  | 17               | 22               | 39               | 48               |                  |    |                      |                      |                      |                      |                      |
| 1991-1992  | Maple Leafs de Toronto | LNH        | 72  | 9                | 15               | 24               | 72               | -                | -  | -                    | -                    | -                    |                      |                      |
| 1992-1993  | Maple Leafs de Toronto | LNH        | 84  | 19               | 20               | 39               | 62               | 16               | 3  | 7                    | 10                   | 8                    |                      |                      |
| 1993-1994  | Maple Leafs de Toronto | LNH        | 54  | 5                | 6                | 11               | 28               | 6                | 0  | 0                    | 0                    | 0                    |                      |                      |
| 1994-1995  | Red Wings de Détroit   | LNH        | 20  | 2                | 3                | 5                | 6                | 8                | 0  | 0                    | 0                    | 0                    |                      |                      |
| 1995-1996  | Oilers du Cap-Breton   | LAH        | 50  | 16               | 25               | 41               | 78               | -                | -  | -                    | -                    | -                    |                      |                      |
| 1996-1997  | HC Milano              | Serie A    | 2   | 0                | 0                | 0                | 0                | -                | -  | -                    | -                    | -                    |                      |                      |
| Totaux LNH | Totaux LNH             | Totaux LNH | 897 | 241              | 328              | 569              | 699              | 139              | 29 | 43                   | 72                   | 106                  |                      |                      |

## Trophées et honneurs personnels
- 1985 : Participe au Match des étoiles de la Ligue nationale de hockey
- 1985, 1987 et 1988 : champion de la Coupe Stanley avec les Oilers d'Edmonton

## Transactions
- 21 juin 1984 : échangé aux Oilers d'Edmonton par les Bruins de Boston en retour de Ken Linseman.
- 9 août 1988 : échangé aux Kings de Los Angeles par les Oilers d'Edmonton avec Wayne Gretzky et Marty McSorley en retour de Jimmy Carson, Martin Gélinas, un choix de 1re ronde (échangé plus tard aux Devils du New Jersey, New Jersey sélectionne Jason Miller) lors du repêchage d'entrée dans la LNH en 1989, un choix de 1re ronde (Martin Rucinsky) lors du repêchage d'entrée dans la LNH en 1991, un choix de 1re ronde (Nick Stajduhar) lors du repêchage d'entrée dans la LNH en 1993 et un somme d'argent.
- 9 novembre 1990 : échangé aux Maple Leafs de Toronto par les Kings de Los Angeles en retour de John McIntyre.
- 1er août 1994 : signe un contrat comme agent-libre avec les Red Wings de Détroit.